# Habitatge al carrer d'Avall, 27 (Amer)
L'Habitatge al carrer d'Avall, 27 és una obra d'Amer (Selva) inclosa a l'Inventari del Patrimoni Arquitectònic de Catalunya.

## Descripció
Edifici cantoner de tres plantes, terrassa i coberta de doble vessant a façana entre el carrer d'Avall i el carrer Àngel Guimerà. Està arrebossat i pintat de color groc crema, a excepció feta dels emmarcaments de les obertures que donen al carrer d'avall i la cadena cantonera, de pedra vista.
La planta baixa consta d'un sòcol de placat de pedra de pocs centímetres d'alçada. Destaca el portal d'entrada, emmarcat de pedra sorrenca i motllurat. A la façana del carrer Àngel Guimerà el sòcol es converteix en més alt i d'arrebossat granellut i pintat. També hi ha tres finestres d'obra de rajola i ciment i un portal de garatge.
El primer pis conté una finestra emmarcada de pedra sorrenca de grans blocs amb tres blocs de suport a la base de la finestra. L'altra façana presenta 4 finestres d'obra de ciment i rajola.
El segon pis té, sobre l'entrada principal i després d'una cornisa motllurada amb varis nivells de ciment, una terrassa amb una balustrada de ferro amb barrots prims disposats de tres en tres. L'altra façana continua amb la terrassa i el tercer pis, amb dues finestres més.

## Història
Casa originaria del segle xviii, amb reformes i ampliacions de manera que només resta de la casa original el portal i la finestra. L'última reforma data de finals del segle xx, quan es va fer l'arrebossat i es va repintar la façana.
A la llinda monolítica del porta principal hi ha la data de 1745, una creu i les paraules ME FECIT, és a dir, "em van fer el 1745, en nom de Déu".
Una de les pedres que formen el brancal dret de la porta principal conté gravats els nombres 1 i 6, i segurament formaven part d'una llinda més antiga, del segle xvii. Es tracta d'un reaprofitament, ja sigui de restes de la casa original o d'alguna altra casa.